# Motörhead
Motörhead fou un grup de heavy metal i hard rock britànic. És un dels grups de heavy metal més influents amb més de 40 milions de còpies venudes arreu del món. Normalment denominada com un power trio, Motörhead en els anys 1980 va tenir un gran èxit amb molts singles en els UK Top 40 chart. Els àlbums Overkill, Bomber, Ace of Spades, i particularment No Sleep 'til Hammersmith, donen a Motörhead la reputació d'una les millors bandes de Heavy Metal Britànic.
Influent grup comunament classificat com a rock and roll o heavy metal (i, sovint, considerat com una referència fonamental en els dos últims estils), Kilmister ha rebutjat l'última etiqueta preferint descriure l'estil de Motörhead com "rock and roll". Entre els seus temes més coneguts estan "Ace of Spades", que es refereix a la vida d'un jugador de cartes que prefereix dur una vida intensa a una tranquil·la i avorrida, "Overkill", "Orgasmatron", "Born to Raise Hell" i "Bite the Bullet". Motörhead ha estat referent del metal des de la seva aparició fa més de trenta anys, influenciant a bandes com Metallica, Megadeth, Slayer i Sepultura entre d'altres, qui han declarat públicament la seva admiració per aquest trio.
Durant agost de 2005, quan celebraven els seus trenta anys de carrera artística es va llançar un documental titulat "Live Fast, Die Old", el qual evidenciava la història d'aquesta banda, i en el 2006 va ser llançat a través del segell Sanctuary Records, Kiss of Death, successor d'Infern (2004), l'àlbum que conté dotze temes inèdits i manté l'essència de la banda durant la seva trajectòria musical, conservant fins i tot les lletres entretingudes amb les quals han crescut tres generacions de heavy metal.
Lemmy Kilmister, líder i fundador de la banda, va morir de càncer el 28 de desembre de 2015. En assabentar-se de la seva mort el bateria Mikkey Dee va confirmar la dissolució del grup.

## Història

### Formació i començaments
Després de ser acomiadat de Hawkwind el 1975, suposadament per estar drogant-se en excés, Lemmy decideix formar la seva pròpia banda a la qual va anomenar "Bastard". Doug Smith, el mànager del grup li va advertir que era molt poc probable poder aconseguir un lloc en Top of the Pops amb el nom de 'Bastard'. Llavors finalment Lemmy en un acord amb la banda decideix anomenar-la "Motörhead", inspirat en el nom de l'última cançó que va escriure per a Hawkwind. El nom de la cançó "Motorhead" prové de l'argot per a denominar a un consumidor d'amfetamines.
La primera formació de la banda van ser Larry Wallis (ex-Pink Fairies) a la guitarra i Lucas Fox a la bateria. El seu primer concert va ser en The Roundhouse, a Londres el 20 de juliol de 1975. El 19 d'octubre, ja havent tocat en deu concerts, van seguir per telonejar a Blue Öyster Cult al Hammersmith Odeon. El 7 de novembre de 1976 tornen a tocar a The Roundhouse però aquesta vegada al costat de Pink Fairies i el 24 d'abril al costat de The Damned i The Adverts. Sota el contracte de United Artists van gravar en algunes sessions en Rockfield Studios en Monmouth. Durant la gira Fox va ser reemplaçat pel bateria Phil "Philthy Animal" Taylor. En 1979 quan la banda ja començaven a notar-se un cert grau d'èxit, la discogràfica no va estar satisfeta amb el material gravat i solament es va llançar l'àlbum On Parole i el single "Leaving Here".
En conjunt amb la banda es decideix que necessitaven dues guitarristes, pel que es recluta a "Fast" Eddie Clarke, però Wallis es retira de la banda durant les audicions, pel que la idea s'elimina. El power trio compost per Lemmy, Clarke i Taylor és fins a la data recordat com la formació "clàssica" de Motörhead.
Les reaccions inicials per a la banda desfavorables; un exemple d'això és el premi que van guanyar a "Les pitjors bandes del món" en la revista NME. L'abril del 1977 Phil i Eddie després de diverses discussions, decideixen fer un concert de comiat en el Marquee Club a Londres. Lemmy es comunica amb Ted Carroll de Chiswick Records i li demana si pot dur una unitat mòbil al concert per a poder gravar el concert per a la posteritat. Carroll no duu l'equip a Marquee Club, però va aparèixer entre bastidors després del concert i els va oferir dos dies a Escape Studios per a gravar un single. La banda accepta però en lloc de fer solament un single, creen 11 noves pistes inconcluses, Carrol els dona uns dies més per a acabar i gravar un àlbum i s'acaba l'enregistrament amb 13 pistes. Al juny fan un concert en Hawkwind i ja al juliol comencen la gira 'Beyond the Threshold of Pain'.

### Cap a l'èxit
Usant vuit de les pistes gravades per Chiswick, van gravar el seu primer àlbum oficial, l'homònim Motörhead, al novembre de 1977 debutant amb el lloc #43 en les llistes de UK Albums Chart. Ja en aquesta data, el nivell de les seves interpretacions i execucions havien millorat considerablement, i el caràcter rígid i indestructible de la banda va assolir una gran popularitat entre els fans del metal i fins i tot dintre del punk.
Bronze Records crida a la banda per a gravar un nou single en Wessex Studios a Londres. Mentre es trobaven de gira promocionant el single "Louie Louie". Aprofitant l'èxit, Chiswick rellança l'àlbum Motörhead en format de vinil blanc. El 2 de setembre, la banda apareix en la ràdio BBC Ràdio 1 en el programa John Peel in session. Les cançons del programa serien gravades el 2005 en l'àlbum BBC Live & In-Session. Gràcies a les vendes del single "Louie Louie" assoleixen una aparició en el programa de la BBC Top of the Pops. Això va ser pregravat en la ràdio i televisió el 25 d'octubre de 1978.
Aquest èxit li dona la confiança a Bronze Records perquè la banda pogués gravar un nou àlbum.
Un indici del que la banda havia gravat per al pròxim àlbum es va mostrar el 9 de març de 1979 quan la banda toca el tema "Overkill" en Top of the Pops, en manera de suport al nou material l'àlbum Overkill, el qual finalment va ser llançat el 24 de març. El nou àlbum va ser qualificat en l'UK Top 40 album chart, amb el lloc #24, i el single en el lloc #39 en el UK Singles Chart. Un segon single es va rellançar, aquesta vegada amb la cançó "No Class" del costat A de l'àlbum i una nova cançó "Like A Nightmare", de la cara B. Aquests llançaments van ser seguits per la gira 'Overkill' el 23 de març.

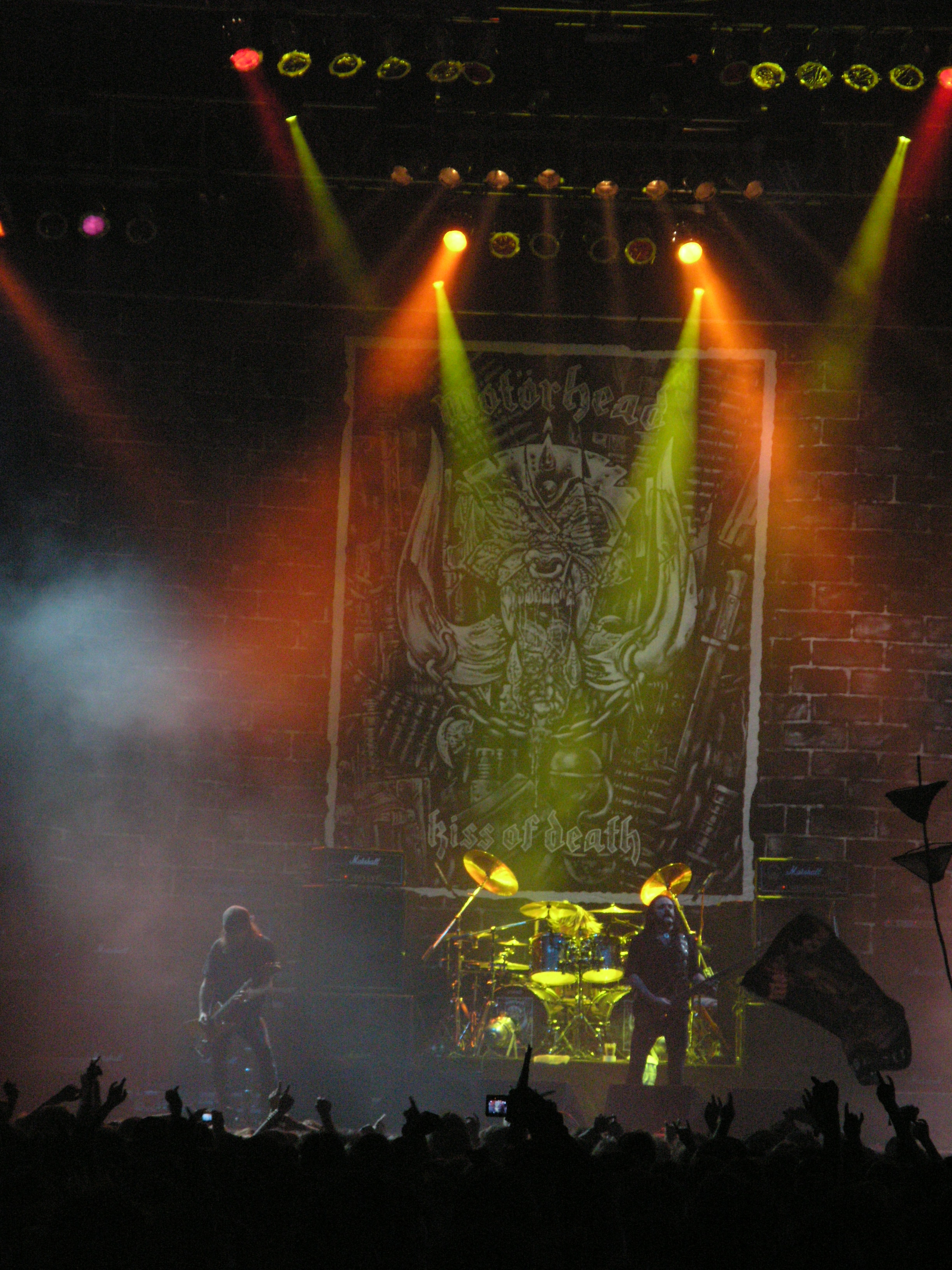
Motörhead en escena en el festival de Masters of Rock 2007.

Durant el juliol i agost, amb excepció del temps que es van presentar en el Reading Festival, la banda va estar treballant en el seu pròxim àlbum, el qual va ser Bomber. Llançat el 27 d'octubre i va assolir qualificar amb el lloc #12 en els UK Album Chart. L'1 de desembre, apareix el single del mateix nom "Bomber", el qual va qualificar en el lloc #34 en els UK Singles Chart. El 9 de març de 1980, mentre la banda es trobava en gira per Europa, Bronze Records llança The Golden Years, que es ven millor que qualsevol de les seves creacions anteriors i assoleix el vuitè lloc en els UK charts. A l'any següent Chiswick llança un nou àlbum amb cançons des d'Escape Studios anomenat Beer Drinkers and Hell Raisers.

## Membres

### Darrera formació
- Lemmy Kilmister - baix, vocalista (1975 - 2015)
- Phil Campbell - guitarra (1984 -)
- Mikkey Dee - bateria (1992 -)

### Anteriors formacions
- Larry Wallis - guitarra (1975 - 1976)
- Lucas Fox - bateria (1975 - 1976)
- Phil "Philty Animal" Taylor - bateria (1976 - 1984 1987 - 1992)
- "Fast" Eddie Clarke - guitarra (1976 - 1982)
- Würzel - guitarra (1984 - 1995)
- Brian "Robbo" Robertson - guitarra (1982 - 1983)
- Pete Gill - bateria (1984 - 1987)

## Suport

### Motörheadbangers
Durant la gira de 'Bomber' el 1979 per la Gran Bretanya, el grup va conèixer l'escriptor Alan Burridge que va produir la primera revista de 'Motorhead Magazine'. Al mateix temps, la germana del bateria Phil "Philthy Animal", la Helen Taylor, va iniciar un club de fans anomenat Motörheadbangers. En Burridge i la Taylor van treballar junts per imprimir les últimes notícies pels fans de Motörhead, el primer fanzín va ser publicat el gener del 1980. El fanzine de Motörheadbangers és publicat tres vegades a l'any, i té prop de 3.000 subscriptors.
En Paul Hadwen, va treballar en l'estil de 'dibuix' dels primers fanzins de Motorheadbangers amb en Chris Harris durant el lideratge de la Helen Taylor, i també va dibuixar un 'còmic' que s'incloïa a l'àlbum de 'Another Perfect Day', però va morir a la seva casa de Leeds a finals de juliol de 2007, a l'edat de 50.

### WWE
Motörhead és coneguda per la comunitat de lluita lliure professional per la música que hi ha en l'entrada del famós lluitador Triple H, "The Game", pel Nadal del 2000. A més, s'ha sentit en nombroses ocasions a la WWE Raw i en altres xous lluita de pay-per-view, el grup va tocar en directe la seva cançó en directe en dos esdeveniments de la WrestleMania, WrestleMania X-Seven i WrestleMania 21. També han proporcionat la música d'entrada per en Triple H amb les cançons de "Evolution" anomenat "Line in the Sand". "The Game" va ser publicat en ambdues versions americanes de Hammered i WWF The Music Volume 5, i la cançó de Evolution en l'àlbum de WWE ThemeAddict. Des de llavors, Motörhead ha realitzat una nova cançó anomenada "King of Kings", donant èmfasi al nou Triple H de "King of Kings", que va debutar al WrestleMania 22. "King of Kings" també surt a l'àlbum compilatòri de WWE Wreckless Intent. "The Game" i "Line in the Sand" també surten al CD de recopilatori del 15è aniversari de RAW.
Triple H va confessar en el DVD del 2002, en el The Game, que ha estat un gran fan de Motörhead, i que va ser un gran honor tenir Motörhead al costat del ring al WrestleMania X-Seven. A més a més, en la secció d'extres del DVD de WrestleMania 21, hi ha un segment que surt en Triple H en l'àrea de "lockeroom" amb Motörhead que feia una versió acústica de "The Game", sense cantar. També hi ha moments en el vídeo en què surt Triple H fora del ring (normalment en el gimnàs) vestit amb roba de Motörhead, com samarretes. En Triple H, abans portava un gran bigoti, que solia dir per homenatjar en Lemmy.

### Grups de tribut
Hi ha un grup de tribut anglès anomenat Motörheadache, que va ser creat el maig del 2003 i es va embarcar en la seva primera gira de "Beyond the Threshold of Pain" pel Regne Unit des de l'agost d'aquell any. Formats a Sheffield, el grup té músics semblants com en Rob (Lemmy) i Nigel Plant (més en Phil Campbell que el 'Fast Eddie') i ha tingut diferents bateries. Durant la seva carrera s'han unit en directe amb en 'Fast' Eddie Clarke i han donat suport a les Girlschool.
A Catalunya podem trobar als Barcelonins MOTÖRHITS, Xammy Kilmister, Jorge Campbell i Pepön Dee, engeguen el seu tribut el 2012 tot i que porten tocant plegats des del 2003 sota el nom de TrallaXXL. 
Hi ha altres grups de tribut a Motörhead, que s'hi poden incloure "We're Not Motörhead" de Portsmouth, "Ace Of Spades" de Varberg, Suècia, "Motorkill" de Midlands, Regne Unit, "Motorheat" de Bèlgica, "Bömbers" de Noruega, mostrant l'Abbath (Immortal), "Lemmy's Wärt", "Mauro Tolot Kilmister" i els "Reptiles" d'Itàlia, "Motorheads" de Moscou, Rússia, "Motörhead Tribute" format per estudiants de la UCLA i USC fora l'àrea de Los Angeles, "Bastradi" d'Itàlia, "Overhead" de Noruega, i "Elderhead" de la Ciutat de Nova York.

### Àlbums de tribut
Motörhead ha estat subjecte de molts àlbums de tribut, des de principis de 1999. Els gèneres van des del hardcore punk al rock, passant pel black i death metal i industrial.
- Built for Speed: A Motorhead Tribute: 1999, Victory Records, diversos artistes (hardcore, punk).[21]
- A Motorhead Tribute: 2000, Pink Honey Records, diversos artistes (de rock?).[22]
- Tribute to Motorhead: 2006, Crimson Mask, various (black/death metal) artists.[23]
- Dead Forever: Tribute to Motörhead: 1999, Dwell, diversos artistes (artistes de death metal i industrial)[24]
- Killed By Death: 1997, MAKE 'EM DEAF FOREVER - A TRIBUTE TO THE LOUDEST BAND IN THE WORLD - MOTORHEAD.[25]
- Homenaje a Motörhead: publicació espanyola, 2005, El Diablo.[26]
- Remember Me Now... I'm Motörhead: 2005, Scatboy Records, USA.[27]
- Motörmorphösis – A Tribute to Motörhead Part 1 2001, Remedy Records.[28]
- Saint Valentine's Day Massacre - Tribute to Motorhead: 2005, Bad Reputation Records.[29]
- Strength to Endure – A Tribute to Ramones and Motorhead by Rioygun and Bullet Treatment: 2002, Basement Records.[28]
- Sheep In Wolves' Clothing 2008. Compilat i publicat pel Club de Fans, Motorheadbangers World; amb contribucions de The Deviants amb en Philthy Animal Tayor i les Girlschool amb en Fast Eddie Clarke.[30]

## Discografia

### Àlbums d'estudi
- Motörhead (1977)
- Overkill (1979)
- Bomber (1979)
- Ace of Spades (1980)
- Iron Fist (1982)
- Another Perfect Day (1983)
- Orgasmatron (1986)
- Rock 'n' Roll (1987)
- 1916 (1991)
- March ör Die (1992)
- Bastards (1993)
- Sacrifice (1995)
- Overnight Sensation (1996)
- Snake Bite Love (1998)
- We Are Motörhead (2000)
- Hammered (2002)
- Inferno (2004)
- Kiss of Death (2006)
- Motörizer (2008)
- The Wörld Is Yours (2010)
- Aftershock (2013)
- Bad Magic (2015)

### Àlbums en directe
- No Sleep 'til Hammersmith (1981)
- No Sleep at All (1988)
- Everything Louder Than Everything Else (1999)
- Live at Brixton Academy (2003)
- BBC Live & In-Session (2005)

## DVD's
- 25 Alive & Boneshaker (2001)
- The Best of Motörhead (2002)
- Special Edition EP (2003)
- Everything Louder Than Everything Else (1916 Live...) (2004)
- Ace of Spades - Classic Albums (2005)
- Stage Fright (2005)

## Curiositats

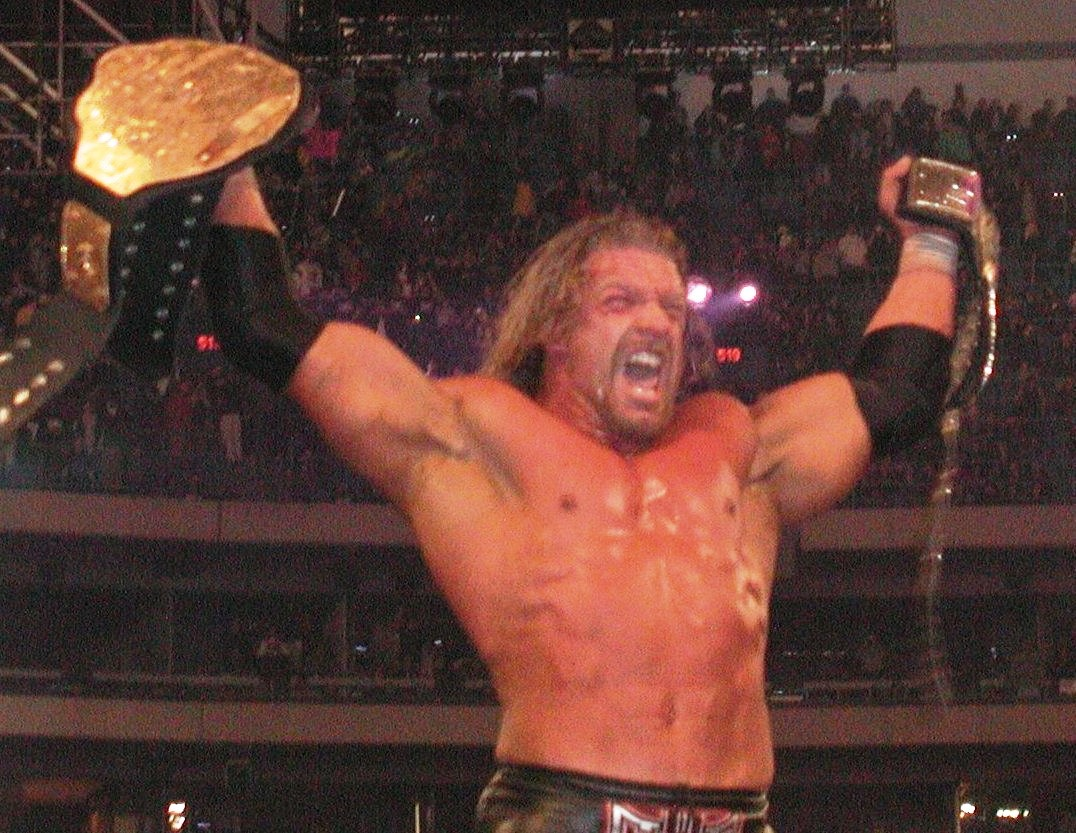
Triple H.

- El lluitador professional de lluita lliure i 13 vegades campió mundial, Triple H, utilitza com a música d'entrada, els temes "King of Kings", "Line in the sand" (tema oficial de "Evolution") i el qual ha utilitzat des de 2002 "The Game".[31] També Motörhead s'ha presentat en la WWE per a esdeveniments com WrestleMania interpretant aquests temes d'entrada per a Triple H.[32]

- La mascota del grup, coneguda com a Snaggletooth, el nom complet del qual és Snaggletooth B. Motörhead (sembla que la "B" representa la paraula "Bastard"), o també Warpig, és la cara amb banyes que serveix de símbol de Motörhead. Joe Petagno la va crear per al primer àlbum del grup, havent conegut en Lemmy treballant per a Hawkwind. Ha sigut un símbol de la banda a través dels anys, creant Petagno variacions per als diferents àlbums. Fins a la data, 7 dels àlbums de Motörhead no té un Snaggletooth en la seva portada: On Parole, Ace of Spades, Iron Fist, Overnight Sensation, No Sleep 'Til Hammersmith, Over The Top-The Rarities i, Better Motörhead Than Dead Live At Hammersmith.

- El líder de Motörhead, Ian 'Lemmy' Kilmister, va aparèixer el 2008 en la portada d'un rotatiu alemany d'àmbit local portant una gorra pertanyent a l'uniforme de les SS.[33]

- El tema Rock Out del disc Motörizer, va ser utilitzat per la WWE per al tema principal del seu esdeveniment de Pay-per-view Unforgiven, que es va celebrar el 7 de setembre de 2008.
- Entre altres grups i artistes, Motörhead va contribuir-hi a la banda sonora de la pel·lícula The SpongeBob SquarePants Movie (2004) cantant "You Better Swim" (una versió llur cançó de 1992 "You'd Better Run");[34][35][36]